# Capsantina
La capsantina è un carotenoide di colore rosso presente nei peperoni e nella spezia da questi ottenuta, la paprica.